# Festuca koritnicensis
Festuca koritnicensis är en gräsart som beskrevs av August von Hayek och Jean Jacques Vetter. Festuca koritnicensis ingår i släktet svinglar, och familjen gräs. Inga underarter finns listade i Catalogue of Life.